# Karla Souza

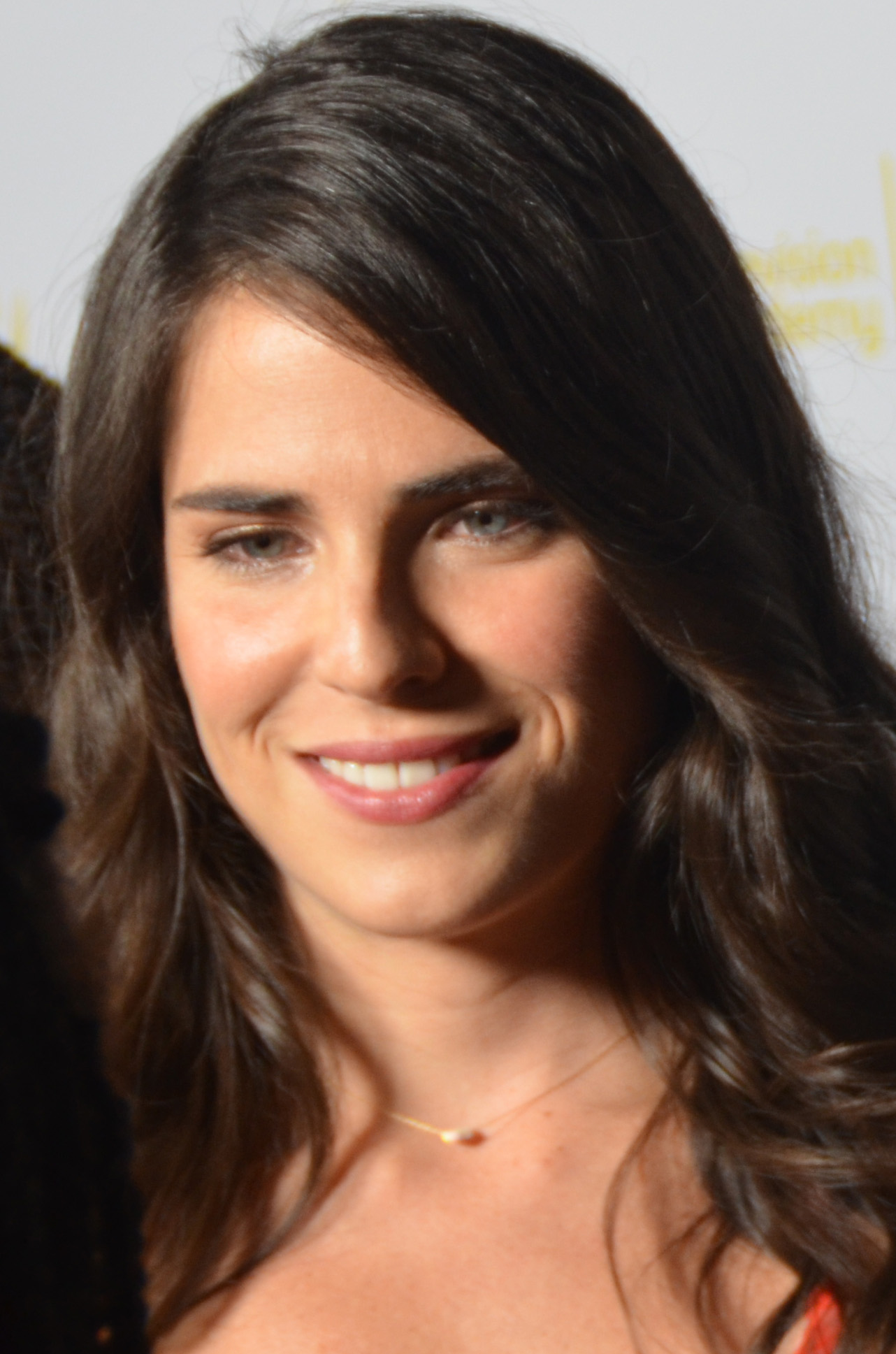
Karla Souza (2014)

Karla Olivares Souza (* 11. Dezember 1985 in Mexiko-Stadt) ist eine mexikanische Fernseh- und Filmschauspielerin. Sie ist hauptsächlich für die Darstellung der Laurel Castillo in How to Get Away with Murder bekannt.

## Biografie
Souza wuchs bis zu ihrem achten Lebensjahr in Aspen, Colorado auf.
Sie studierte Schauspiel an der Centro de Educación Artística in Mexiko-Stadt und besuchte während ihrer Ausbildung auch Schauspielkurse in Frankreich und Moskau, Russland und kehrte nach Mexiko zurück, wo sie ihre erste Rolle in der Telenovela Verano de amor bekam.
Seit 2014 ist sie mit Marshall Trenkmann verheiratet.

## Filmografie

### Filme
- 1993: Aspen Extreme
- 2010: El efecto tequila
- 2011: From Prada to Nada
- 2012: Suave patria
- 2013: 31 días
- 2013: Me Late Chocolate
- 2013: The Noble Family
- 2013: Instructions Not Included
- 2014: El Crimen del Cácaro Gumaro
- 2014: The Jesuit
- 2015: Sundown
- 2016: Que Culpa tiene el Niño
- 2017: Everybody Loves Somebody
- 2019: Jacob’s Ladder
- 2020: The Sleepover
- 2022: There Are No Saints
- 2022: Day Shift
- 2022: Voy a pasármelo bien
- 2022: La caída
- 2024: Technoboys
- 2025: Voy a pasármelo mejor

### Fernsehserien
- 2008: Terminales
- 2009: Verano de amor
- 2010: Persons Unknown
- 2010–2011: Los Héroes del Norte
- 2011: Niño Santo
- 2012: La Clinica
- 2014–2020: How to Get Away with Murder
- 2020: El Presidente
- 2021: From Now
- seit 2021: Home Economics